# او سونگ-اوک
او سونگ-اوک (انگلیسی: Oh Seong-ok؛ زادهٔ ۱۰ اکتبر ۱۹۷۲) بازیکن هندبال اهل کره جنوبی است.